# Кудрявцев, Александр Сергеевич
Алекса́ндр Серге́евич Кудря́вцев (12 марта 1909, Санкт-Петербург — 11 апреля 1945, Вена) — гвардии лейтенант Рабоче-крестьянской Красной Армии, участник Великой Отечественной войны, Герой Советского Союза (1946).

## Биография
Александр Кудрявцев родился 12 марта 1909 года в Санкт-Петербурге. С 1910 года жил в селе Закобякино, где окончил пять классов школы. Достигнув восемнадцатилетнего возраста, уехал сначала в Ленинград, где работал матросом на пароходе, затем в Архангельск, где работал электромонтёром в порту. В 1933—1934 годах проходил службу в Рабоче-крестьянской Красной Армии. Демобилизовавшись, переехал в Ярославль, работал электромонтёром на Ярославском шинном заводе. В феврале 1942 года повторно был призван в армию. Окончил ускоренные курсы при Алатырском военно-политическом училище. Участвовал в Сталинградской битве, был контужен. В 1944 году окончил курсы переподготовки бронетанковых войск.
К апрелю 1945 года гвардии лейтенант Александр Кудрявцев командовал танком 11-го отдельного гвардейского мотоциклетного батальона 1-го гвардейского механизированного корпуса 4-й гвардейской армии 3-го Украинского фронта. Отличился во время освобождения Вены. 11 апреля 1945 года, уничтожив охранение у моста через Дунай, Кудрявцев помешал его подрыву, однако в том бою он получил смертельное ранение. Похоронен в Вене.
Указом Президиума Верховного Совета СССР от 15 мая 1946 года за «образцовое выполнение заданий командования и проявленные мужество и героизм в боях с немецкими захватчиками» гвардии лейтенант Александр Кудрявцев посмертно был удостоен высокого звания Героя Советского Союза. Также был награждён орденами Ленина и Красного Знамени.
В честь Кудрявцева названа улица в Ярославле и в его родном селе Закобякине.

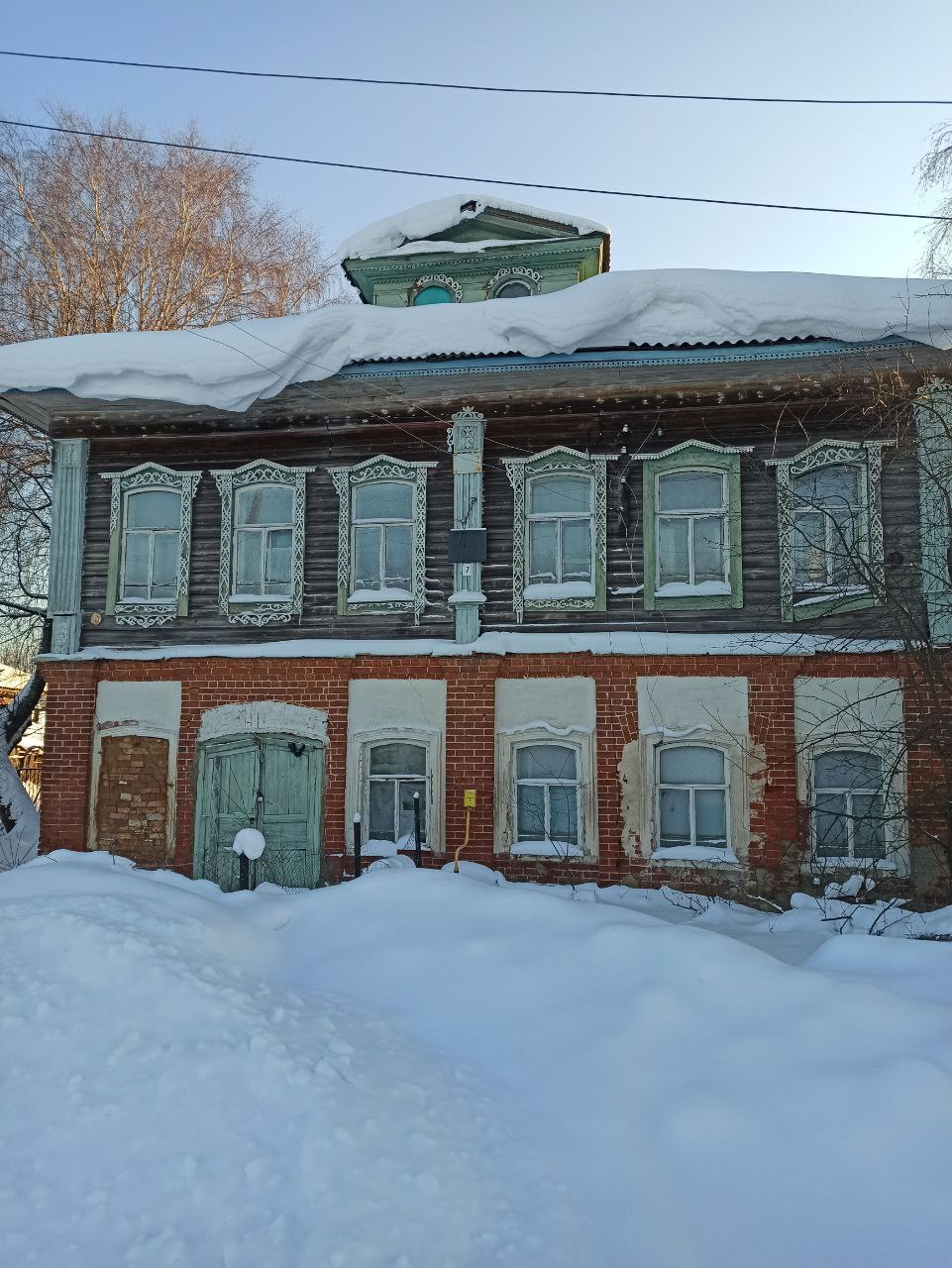
Дом семьи Кудрявцева А. С. в селе Закобякине с мемориальной доской (по центру)